# Inmigración asiática en Argentina
La población asiática de Argentina desciende de varias olas de inmigración que han ocurrido básicamente en el siglo XX y prosiguen en el siglo XXI. En este artículo cuando se habla de "inmigración asiática" se está hablando de las poblaciones procedentes del Extremo Oriente, y en menor medida, del Indostán. Asia, a lo largo de la historia argentina, ha constituido la segunda fuente de inmigrantes en Argentina tras Europa, aunque hoy en día se encuentra desplazada en tercer lugar, tras los inmigrantes de procedencia de países americanos, especialmente limítrofes.
Los argentinos cuyos linajes proceden del Extremo Oriente viven principalmente en las grandes ciudades de Argentina, a menudo se concentran en sus propios barrios. Muchos son dueños y manejan sus propios negocios de escalas variantes en textiles, indumentaria, comercio minoristas y restaurantes estilo bufet o "tenedor libre".
Con respecto a las personas provenientes del Indostán, estas corrientes no han sido tan numerosas como las acotadas anteriormente. La mayoría de estos inmigrantes provienen del estado indio del Punyab.
La colectividad japonesa, la más antigua de ellas, además de hallarse en la Provincia de Buenos Aires y en la Ciudad Autónoma de Buenos Aires, también está fuertemente concentrada en la provincia de Misiones (esto último es compartido también con las colectividades laosiana, camboyana y vietnamita). La colectividad coreana se concentra fundamentalmente en la  Ciudad de Buenos Aires en los barrios de Balvanera (Comuna 3) y Flores (Comuna 7) y sus alrededores inmediatos. La colectividad china además de concentrarse en esos barrios tiene su propio "barrio chino" en Belgrano (Comuna 13); y en los últimos 15 años la expansión de sus negocios llevó a que se instalaran por ciudades de todo Argentina, principalmente en ciudad como Rosario, Córdoba, Mar del Plata, Santa Fe y Paraná.

## Extremo Oriente

### Inmigrantes filipinos
Los primeros inmigrantes asiáticos a Argentina fueron filipinos. Eran otros sujetos gobernados bajo el Imperio español. Finalmente, los filipinos se unieron a los argentinos en la guerra de independencia argentina. Filomeno V. Aguilar Jr. en su ponencia: “Manilamen y marineros: comprometerse con el mundo marítimo más allá del reino español”, que en el caso de la guerra de independencia argentina en la que un argentino de ascendencia francesa, Hypolite Bouchard, quien fue corsario del ejército argentino, cuando asedió Monterey California, su segundo barco, el Santa Rosa que fue capitaneado por el estadounidense Peter Corney, tenía una tripulación multiétnica que incluía a filipinos. Mercene, autor del libro “Manila Men”, propone que esos manilamenistas fueron reclutados en San Blas, un puerto alternativo a Acapulco México donde varios filipinos se habían asentado durante la era comercial Manila-Acapulco Galeon.

### Inmigrantes japoneses

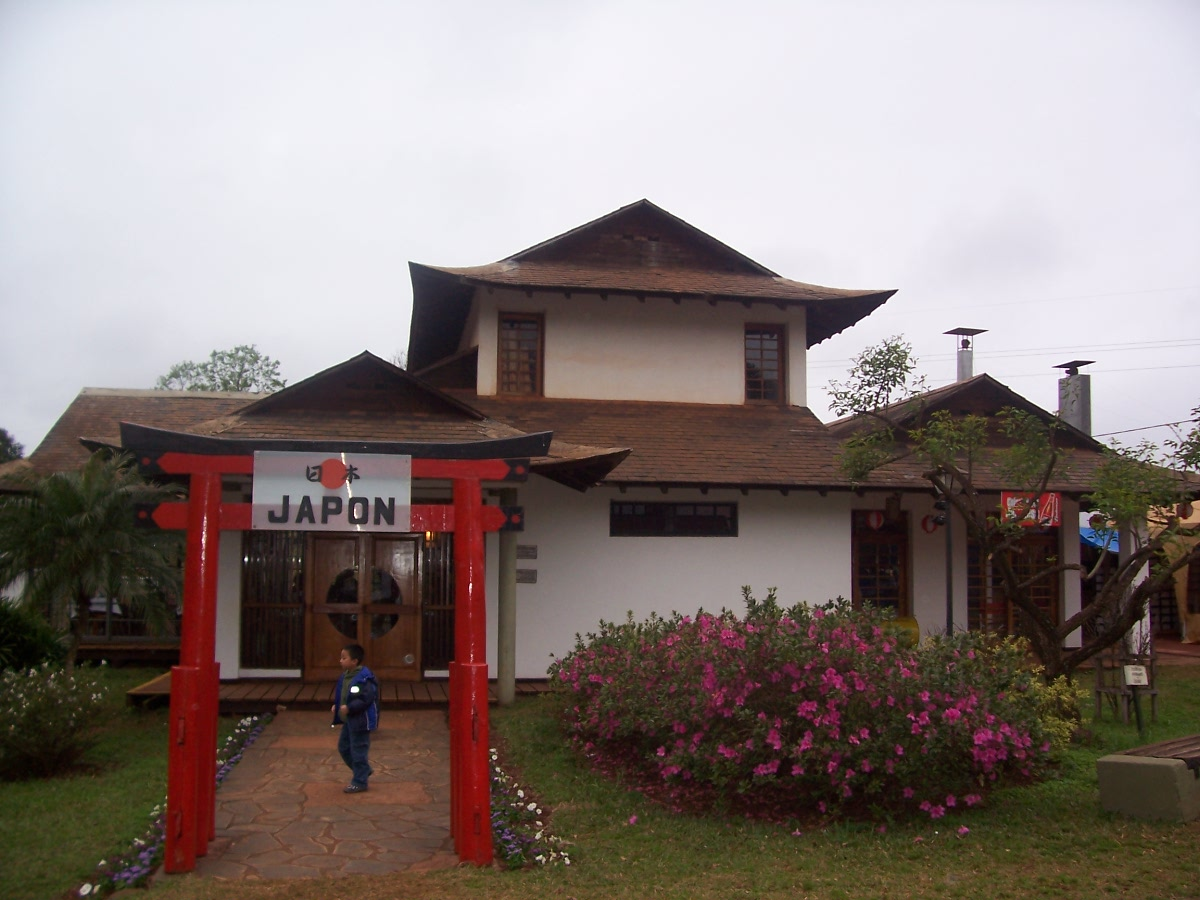
Casa de la colectividad japonesa de Oberá en 2005.

Los inmigrantes japoneses (particularmente de la prefectura de Okinawa) llegaron en pequeñas cantidades durante los primeros años del siglo XX. En esa época Japón vivía la experiencia victoriosa pero crítica derivada de la Guerra Ruso-Japonesa (1905) y las inestabilidades que preludiaban a la Primera Guerra Mundial. El primer barco con inmigrantes okinawenses y de otras regiones de Japón, el Kasato Maru, recaló en puertos del sur brasileño en 1908 al parecer ya desde ese año varios de los inmigrantes se radicaron en Argentina, En 1917 llegan colonos japoneses a la Provincia de Misiones, donde existe una de las comunidades japonesas más grandes de Argentina.

El primer nisei okinawense (segunda generación) nipón-argentino, Seicho Arakaki, nació en 1911. La primera nisei de la prefectura de Saga japonesa-argentina Violeta Shinya (hija de Yoshio Shinya que vino de camarero en la fragata Sarmiento en 1899) nació en Argentina en 1910. Hoy se estima un número de 32.000 personas de origen japonés en Argentina, según la Association of Nikkei and Japanese Abroad (Asociación de Nikkei y Japoneses en el Extranjero). Los primeros inmigrantes se dedicaron a actividades agrícolas y se destacaron en la floricultura y también en otras actividades, algunas hoy menos recordadas cómo por ejemplo los cafés (entre ellos el Café El Japonés). Sin embargo, dada la concentración del mercado argentino en la ciudad de Buenos Aires, la primera y segunda generación de inmigrantes japoneses formaron parte importante del gremio eminentemente urbano de la tintorería (entendiéndose como tintorería al lavado y planchado de ropas), como se indica también se destacaron en la floricultura debiéndose a ellos en gran medida la declaración de la ciudad de Belén de Escobar como sede de la Fiesta Nacional de la Flor y habiendo donado la colectividad de origen nipón a tal comuna el primer Jardín japonés de Argentina, posteriormente la colectividad de origen japonés remozó el Jardín Japonés ubicado en el Parque 3 de febrero (o de Palermo) en la Ciudad de Buenos Aires. La tercera y cuarta generación de argentinos descendientes de japoneses ha diversificado sus actividades dedicándose principalmente a profesiones técnicas con especialización universitaria (ingeniería, electrónica etc.).
En zonas rurales pequeños grupos de origen japonés han llegado a establecer granjas y criaderos de aves.
Actualmente la comunidad japonesa se haya representada en un gran número de asociaciones tanto en el área metropolitana de Buenos Aires (AMBA) como en el interior del país. Recientemente además de las asociaciones han surgido gran variedad de institutos que difunden diferentes manifestaciones de la cultura japonesa y su idioma, principalmente debido al interés creciente de argentinos no descendientes de japoneses que se ven atraídos hacia a ella. Existen a su vez distintas publicaciones que informan sobre cuestiones de la comunidad, la cultura y actualidad japonesas y la Argentina y su relación con ellas. Ejemplo de esto es el periódico La Plata Hochi cuyas publicaciones en japonés, aunque también en español, datan desde el año 1947.
La población de origen japonés durante décadas (aproximadamente desde 1900 y hasta inicios de los 1970) fue casi la única población procedente del Extremo Oriente establecida en Argentina.
Además de sus poblaciones en la provincia de Misiones en los partidos bonaerenses de Escobar, Almirante Brown, Florencio Varela, Colonia Urquiza (La Plata) y en los barrio porteños de Almagro y Floresta, la colectividad japonesa tradicionalmente también se asentó en José C. Paz (partido-municipio de la provincia de Buenos Aires), lugar donde se dedicaron a la floricultura y de donde salieron descendientes destacados como Mario Ishii. Otras comunidades se establecieron en Córdoba y Santa Fe, donde formaron asociaciones.

### Inmigrantes coreanos

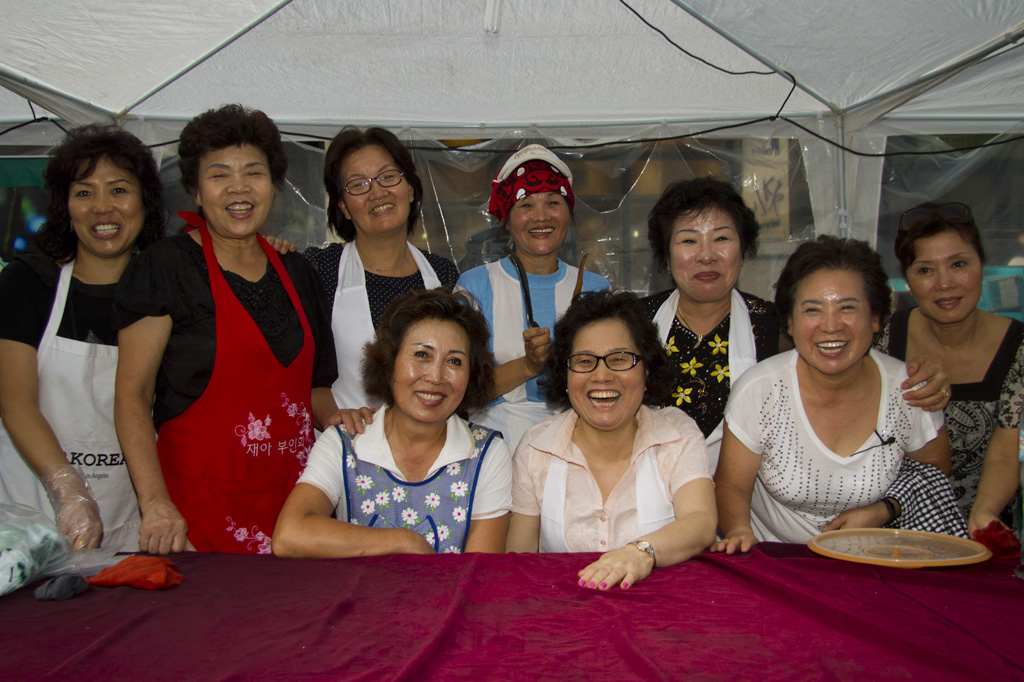
Mujeres del stand coreano del Patio Gastronómico de 2012 realizado en Buenos Aires.

Una segunda ola de inmigrantes asiáticos (principalmente empresarios coreanos) se establecieron en Argentina a partir de los años 1960s procedentes de Corea del Sur y Corea del Norte, concentrándose en la Ciudad de Buenos Aires, varios instalándose al principio en barrios precarios como la Villa 31 de Retiro. En 1965 llegan, en tres contingentes, los colonos coreanos que crearon la colonia coreana de tipo agrícola en Lamarque, Valle Medio del Río Negro, a los que se le sumaron algunos inmigrantes en las décadas posteriores y también desde la cual hubo algunos desertores que migraron luego hacia Buenos Aires.
Recientemente además de las asociaciones, han surgido gran variedad de institutos; como el centro cultural coreano, que difunden diferentes manifestaciones de la cultura coreana y su idioma, esto se ha debido al interés creciente de argentinos no descendientes de coreanos que se ven atraídos hacia a ella, principalmente entre los jóvenes en el K-pop. Hoy se estima que hay 20.000 argentino-coreanos viviendo en Argentina, especialmente en los barrios de Once, Balvanera y de Flores, pertenecientes a la Ciudad Autónoma de Buenos Aires. Están dedicados principalmente en la fabricación y venta de indumentaria y en segundo lugar a minimercados de autoservicios. Existe también coreanos y descendientes viviendo en: Córdoba, Tucumán, La Plata, Bahía Blanca, Mar del Plata, Rosario, ciudad de Neuquén, Santa Fe, Puerto Madryn y ciudades del Alto Valle del Río Negro.

### Inmigración china y taiwanesa

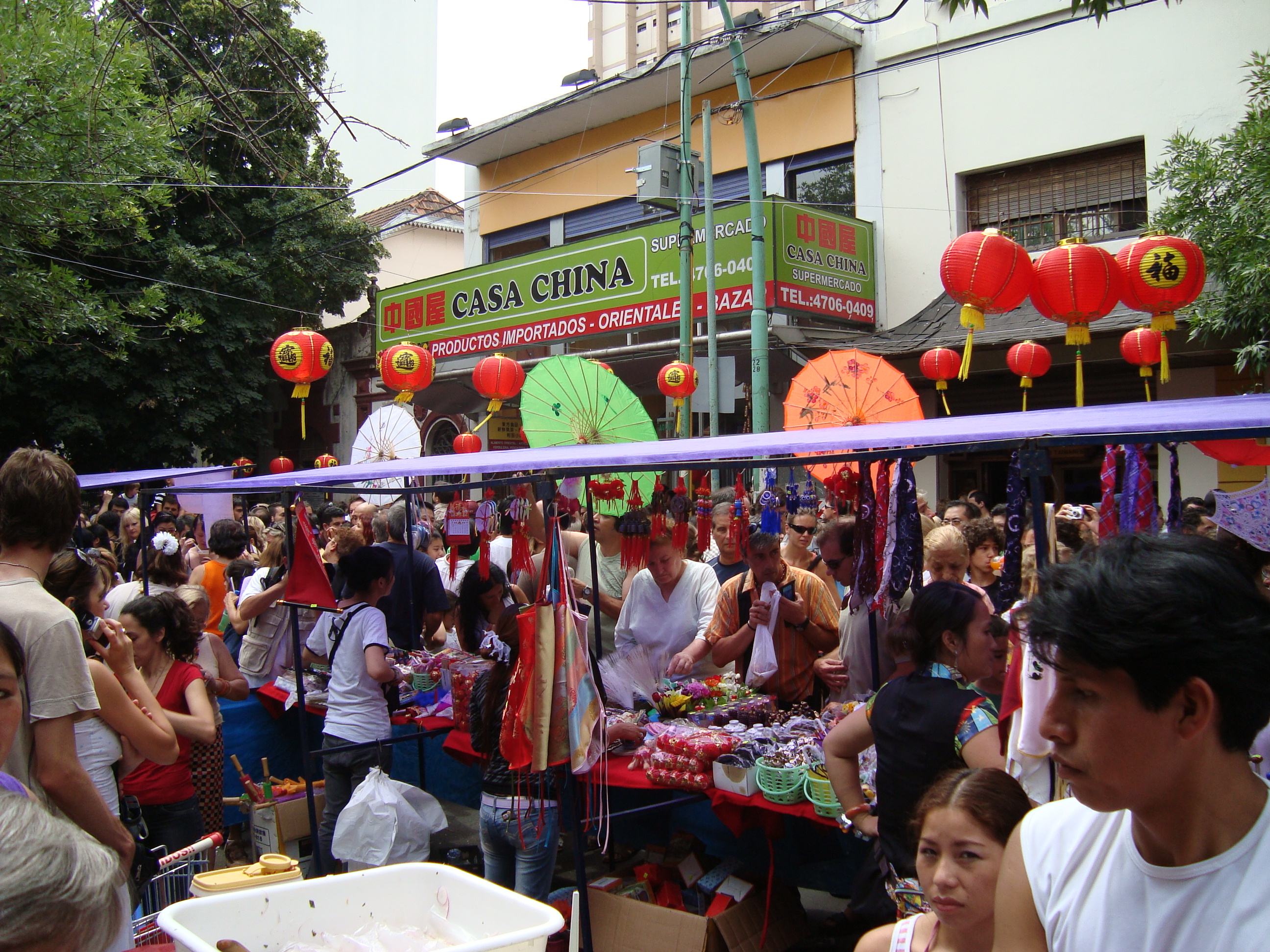
Fiesta de celebración año nuevo lunar en el Barrio Chino de Buenos Aires.

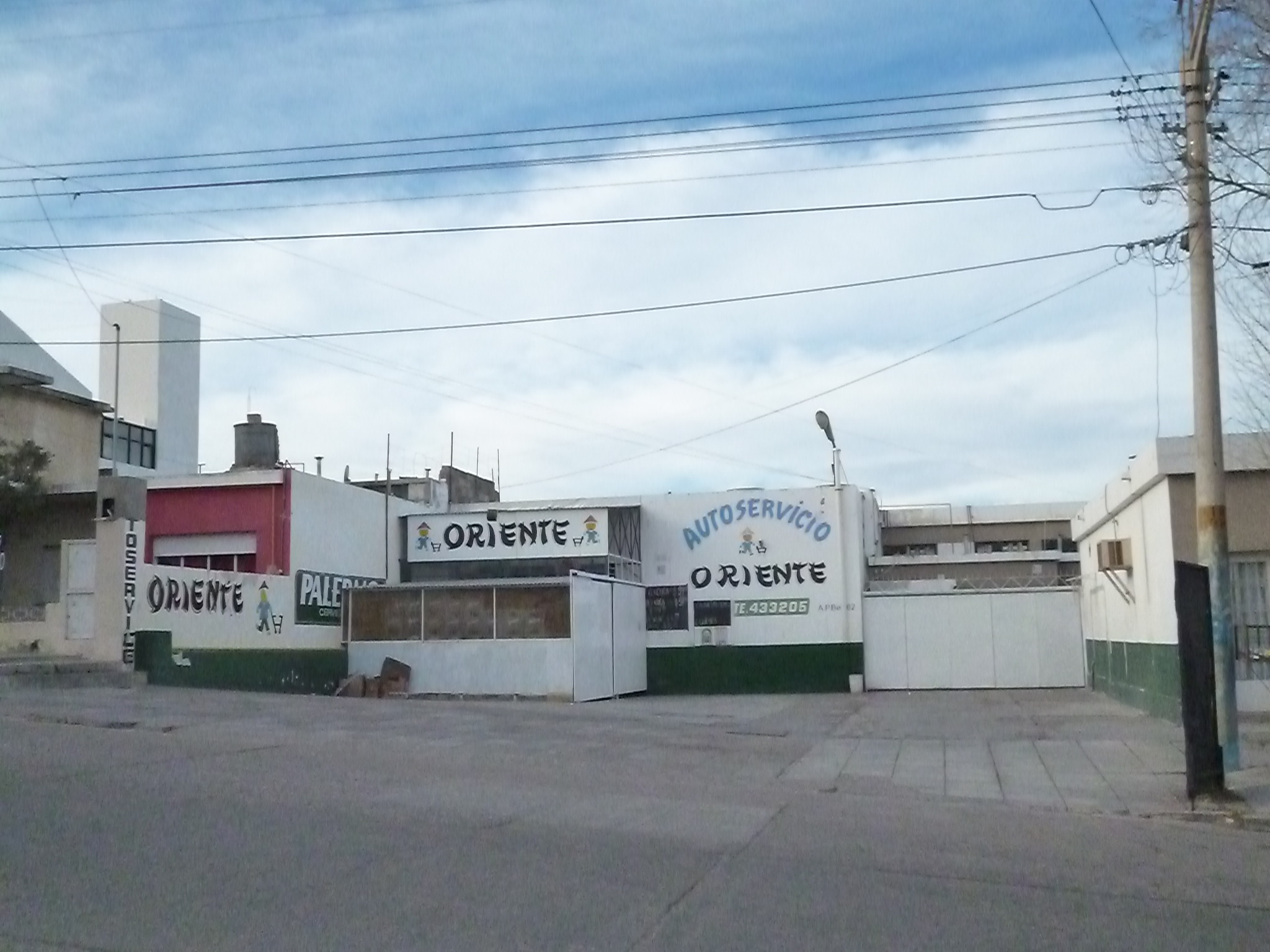
Supermercado chino en Trelew, provincia del Chubut.

Aunque hubo una muy reducida inmigración de población china durante la primera mitad del siglo XX, estableciéndose este primer pequeño colectivo en áreas semirrurales próximas a la Ciudad de Buenos Aires constituyendo pequeñas cooperativas de horticultores que proveían a la colectividad argentina de origen japonés con alimentos típicos hasta entonces desconocidos en Argentina (por ejemplo champignones); recién durante los años 1990 la inmigración desde China superó numéricamente a la de origen japonés y a la de origen coreano, fue una tercera ola que trajo a muchos empresarios chinos y taiwaneses a Buenos Aires. Un gran número de los empresarios chinos están en el comercio minorista. Según el periódico argentino Clarín, hay más de 120.000 inmigrantes chinos o personas de origen chino que viven en el país, por la zona de procedencia de los inmigrantes (Taiwán y Fujian principalmente) se considera que un gran porcentaje de los inmigrantes chinos procede de la etnia hakka. Aunque los pobladores con orígenes chinos se encuentran distribuidos en diversos barrios, han llegado a constituir un "Barrio Chino" en un sector del bajo Belgrano de la Ciudad Autónoma de Buenos Aires, en donde suelen realizar sus más vistosas festividades (como la celebración del año nuevo chino).
Los barrios porteños donde mayor cantidad de pertenecientes a la comunidad se han asentado, han sido los pertenecientes a la zona céntrica de la Ciudad de Buenos Aires, es decir, los barrios de: Once, Almagro, Caballito, Parque Chacabuco, Flores, Villa Crespo y Floresta.
Una de las personas más destacadas de la comunidad chino-argentina es Liu Song, jugador de tenis de mesa nacido en China y nacionalizado argentino, que el 20 de octubre de 2011 consiguió la medalla de oro en los Juegos Olímpicos Panamericanos.

### Inmigración laosiana, camboyana y vietnamita
Argentina es también hogar de la comunidad laosiana; esta "inmigración laosiana" es la más grande de Sudamérica, contando casi 2.000 personas. Es adecuado mencionar que existe un porcentaje minoritario de familias vietnamitas y camboyanas que formaron parte del mismo contingente de refugiados.
Este grupo emigró debido a la inestabilidad política y social suscitada por las reformas desplegadas en países del sudeste asiático luego de la victoria comunista en la Guerra de Vietnam. Representada por el Pathet Lao, la oleada comunista buscó la consolidación del poder con insurrecciones en provincias claves y emplazando comités en altos cargos administrativos, demandando un "régimen popular y democrático". En este marco, el 23 de agosto de 1975, abdica el Rey Sisavang Vatthana.
Luego de una Conferencia Internacional en Ginebra convocada por Naciones Unidas a mediados de 1979 el presidente de facto Jorge Rafael Videla decide colaborar abriendo las puertas del país, con el objetivo de mejorar la imagen internacional de Argentina en materia de derechos humanos. Se recibieron aproximadamente 300 familias entre 1979-1981 bajo la tutela de la ONU.

Existe una importante comunidad laosiana en la Ciudad de Posadas, capital de la Provincia de Misiones, de la que surgió el nombre del barrio o paraje 'Colonia Laosiana'. Esta comunidad participó en ocasiones del Desfile del Inmigrante de la Fiesta Nacional del Inmigrante en Oberá.

## Indostán

### Inmigrantes indios

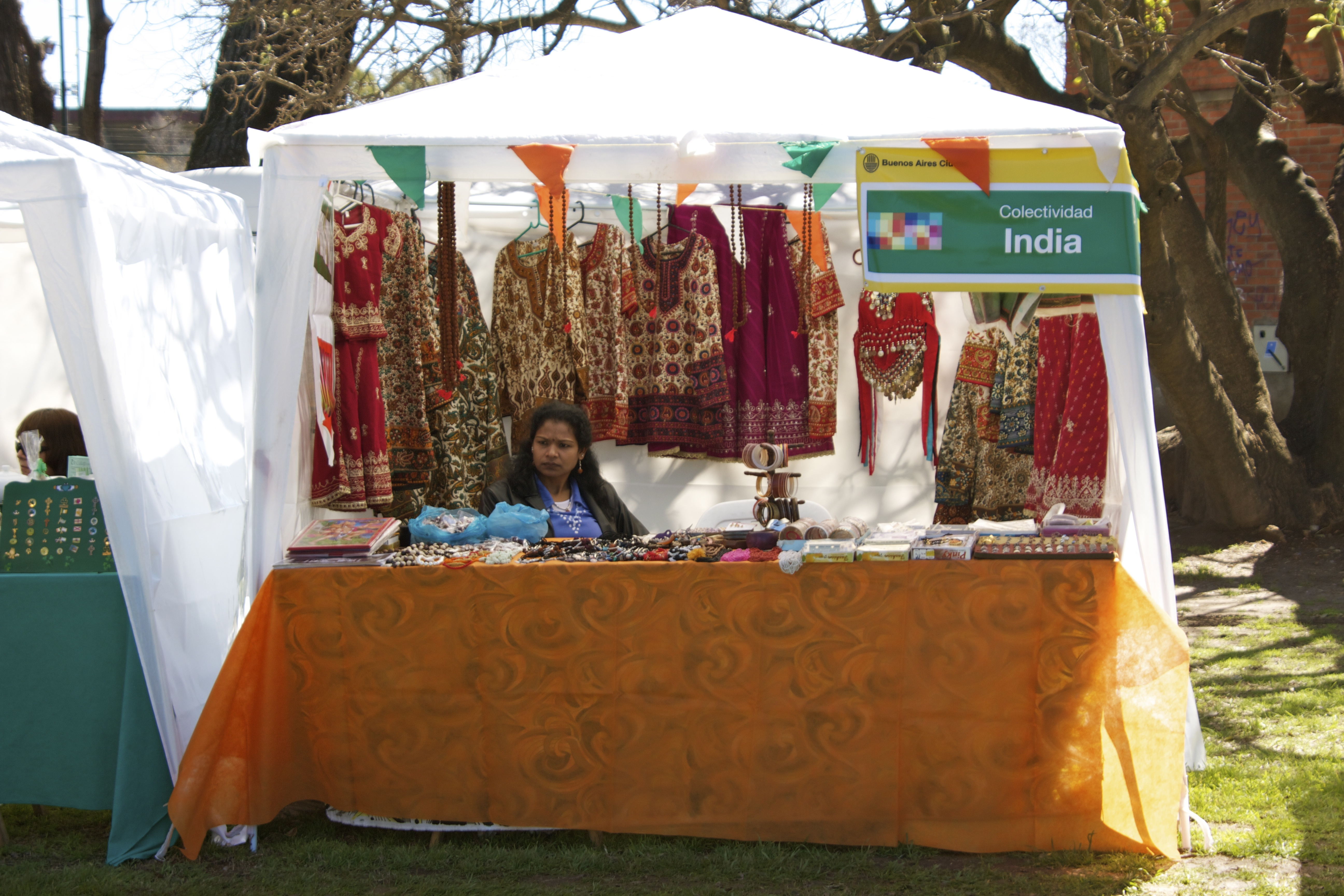
India en el Día del Inmigrante de 2010 en Buenos Aires.

La inmigración india en Argentina no ha sido tan numerosa como otras corrientes asiáticas. Sin embargo, se pueden trazar las raíces de dicha inmigración hacia la época de la creación y ampliación del ferrocarril en Argentina. Los primeros inmigrantes indios llegaron de la mano de los británicos para colaborar como mano de obra en los ferrocarriles. En los últimos años se ha visto un leve incremento de dicha inmigración, de indios profesionales que vienen por negocios a la Argentina, aun así, siendo un grupo muy reducido. Hay una comunidad importante en el sur de la provincia de Salta, en localidades como Metán y Rosario de la Frontera, lugares donde tienen supermercados y varios otros negocios.

### Inmigrantes pakistaníes
Es una muy reducida comunidad que se asentó principalmente en la ciudad de Mar del Plata dedicándose a la venta de artesanías de su país, India y Oriente Medio. Desde 2013 se han visto algunos locales de origen pakistaní en el barrio de Flores, sobre Yerbal casi Plaza Flores, sobre la Av. Rivadavia hacia Nazca, y sobre Nazca, marcando una tendencia a un posible futuro barrio pakistaní.[cita requerida]

## Situación actual
Aproximadamente la mitad de los argentino-asiáticos se marcharon a los Estados Unidos y Canadá, o a sus lugares de origen desde la crisis económica del 2001, algunos regresaron merced a la recuperación de la economía argentina posterior pero, las continuas crisis recientes han detenido dicho retorno, e incluso, han vuelto a partir.
La inmigración asiática actual, proviene principalmente desde las provincias del sur de la China continental y es una de las de más rápido crecimiento en la Argentina en la actualidad, pero en contrapartida, los de origen chino-taiwanés, chinos del norte, japoneses y coreanos rápidamente disminuyen, partiendo hacia otros lugares como Brasil, Perú, Chile, Estados Unidos, Canadá, o a sus países ancestrales.
La colectividad china ya se posiciona como la cuarta en importancia, y podría seguir creciendo, solo quedando detrás de la boliviana, paraguaya y peruana.

## Distribución territorial

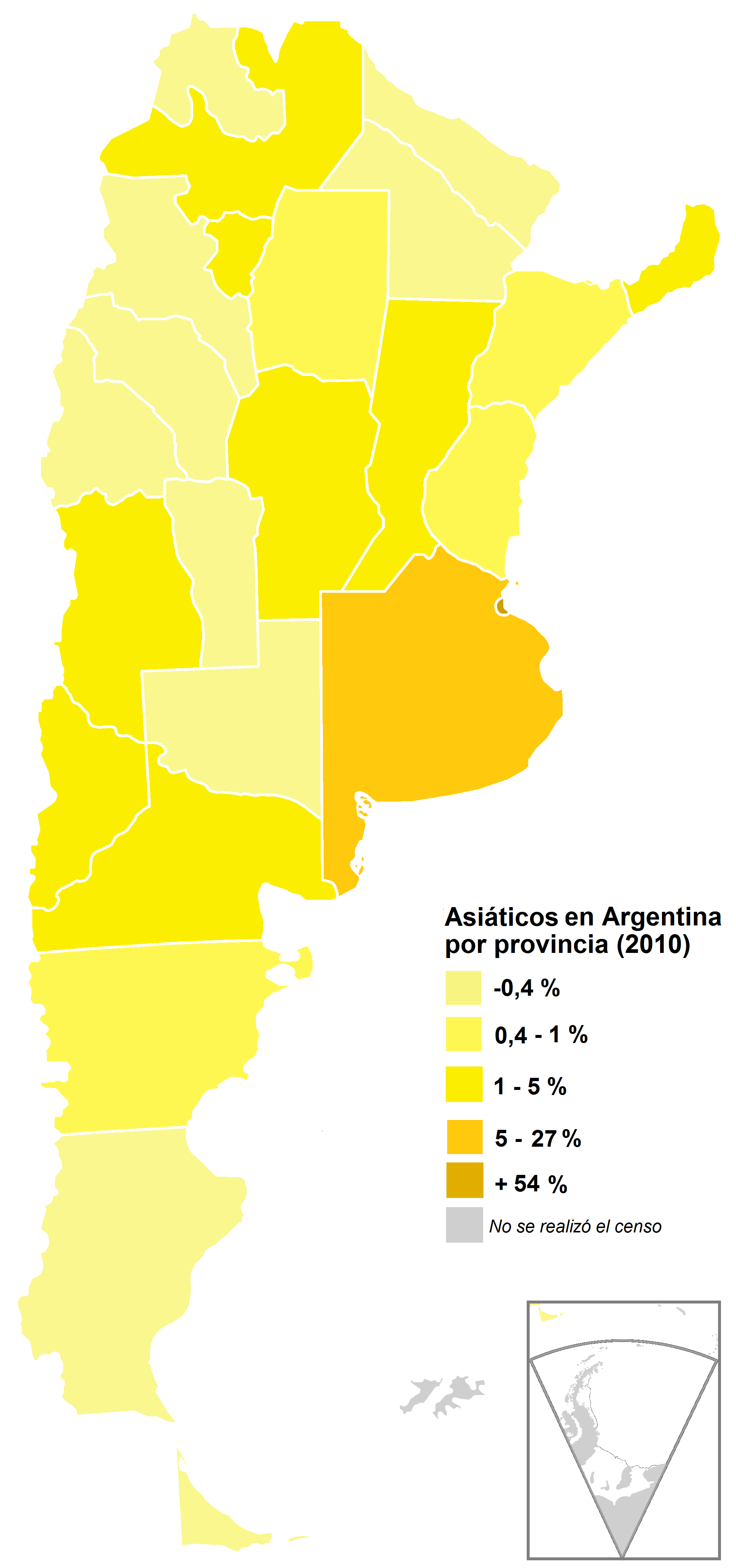
Porcentaje de asiáticos en Argentina por provincia según el censo 2010.

El censo argentino de 2010 registró 31.001 personas nacidas en el continente asiático. La siguiente tabla muestra la distribución en las 23 provincias y la Ciudad Autónoma de Buenos Aires:
| Rango | Provincia                     | Nacidos en Asia | Porcentaje |
| ----- | ----------------------------- | --------------- | ---------- |
| 1     | Ciudad de Buenos Aires (CABA) | 16.670          | 54,00 %    |
| 2     | Buenos Aires Provincia        | 8.398           | 27,00 %    |
| 3     | Santa Fe                      | 1.143           | 3,60 %     |
| 4     | Córdoba                       | 1.073           | 3,40 %     |
| 5     | Misiones                      | 492             | 1,59 %     |
| 6     | Mendoza                       | 446             | 1,44 %     |
| 7     | Salta                         | 386             | 1,24 %     |
| 8     | Río Negro                     | 350             | 1,13 %     |
| 9     | Tucumán                       | 334             | 1,07 %     |
| 10    | Entre Ríos                    | 279             | 0,90 %     |
| 11    | Santiago del Estero           | 195             | 0,62 %     |
| 12    | Corrientes                    | 153             | 0,49 %     |
| 13    | Chubut                        | 146             | 0,47 %     |
| 14    | Chaco                         | 122             | 0,39 %     |
| 15    | La Rioja                      | 115             | 0,37 %     |
| 16    | San Juan                      | 111             | 0,35 %     |
| 17    | San Luis                      | 102             | 0,33 %     |
| 18    | Neuquén                       | 101             | 0,32 %     |
| 19    | Santa Cruz                    | 82              | 0,26 %     |
| 20    | Jujuy                         | 77              | 0,24 %     |
| 21    | La Pampa                      | 70              | 0,22 %     |
| 22    | Tierra del Fuego              | 69              | 0,22 %     |
| 23    | Catamarca                     | 47              | 0,15 %     |
| 24    | Formosa                       | 40              | 0,13 %     |
| TOTAL | Argentina                     | 31.001          | 100 %      |

## Sexo y grupos de edad
Según el censo argentino de 2010, del total de 31.001 personas nacidas en Asia, 15.997 son hombres y 15.004 mujeres. Del total de hombres, 747 tienen entre 0 y 14 años, 12.757 entre 15 y 64, y 2.493 son mayores de 65 años de edad. Del total de mujeres, 779 tienen entre 0 y 14 años, 11.444 entre 15 y 64, y 2.781 son mayores de 65 años de edad.